# Gemma López Vélez
Gemma López Vélez(1935 - 2024) fue una botánica española. Doctora en Botánica y Catedrática en Biología, desarrolló actividades académicas en el Departamento de Biología Vegetal, de la Facultad de Biología, en la Universidad de Murcia.  Fue pionera en los estudios florísticos y fitosociológicos de las montañas del Calar del Mundo, participando en 1997 en la redacción del "Estudio del medio físico y planificación de los recursos naturales del Calar y Cabeceras de los ríos Mundo, Tus y Guadalimar", base de la ordenación y declaración del Parque Regional del mismo nombre.

## Algunas publicaciones
gemma lópez Vélez. 1994.  Facultad de Biología, Universidad de Murcia, ed. «APORTACIÓN A LA FLORA DE LAS SIERRAS DEL SUR DE ALBACETE (CALAR DEL MUNDO Y SIERRAS ADYACENTES)». Consultado el 15 de noviembre de 2011.
---.  Facultad de Biología, Universidad de Murcia, ed. «CONTRIBUCIÓN AL CONOCIMIENTO DE LA FLORA DE LOS PRADOS DE LA CAÑADA DE LOS MOJONES, EN EL CALAR DEL MUNDO (ALBACETE)». Consultado el 15 de noviembre de 2011.
Pedro Sánchez Gómez, Mª Gemma López Vélez, Santiago Fernández Giménez, Emilio Martínez Diez de Revenga. 1999. Proyecto de investigación sobre los pastizales de la Cañada de los Mojones (Calar del Mundo, T.M. de Vianos, Albacete): estado de conservación y propuestas de manejo. Proyecto financiado por la Junta de Comunidades de Castilla - La Mancha. 

### Libros
- gemma lópez Vélez. 1996. Flora y vegetación del macizo del Calar del Mundo y sierras adyacentes del sur de Albacete. Volumen 85 de Instituto de estudios albacetenses: Estudios. Editor Instituto de estudios albacetenses, 520 pp. ISBN 8487136605

- diego rivera Núńez, gemma lópez Vélez. 1987. Orquídeas de la provincia de Albacete. N.º 31 de Serie I--Ensayos históricos y científicos. Edición ilustrada de Instituto de Estudios Albacetenses de la Excma. Diputación de Albacete, C.S.I.C. Confederación Española de Centros de Estudios Locales, 199 pp.

## Honores
Miembro de
- Asociación Murciana de Amigos de las Plantas, y su presidenta[4]

- La abreviatura «López Vélez» se emplea para indicar a Gemma López Vélez como autoridad en la descripción y clasificación científica de los vegetales.[5]